# Philidris brunnea
Philidris brunnea är en myrart som först beskrevs av Horace Donisthorpe 1949.  Philidris brunnea ingår i släktet Philidris och familjen myror. Inga underarter finns listade i Catalogue of Life.

## Bildgalleri

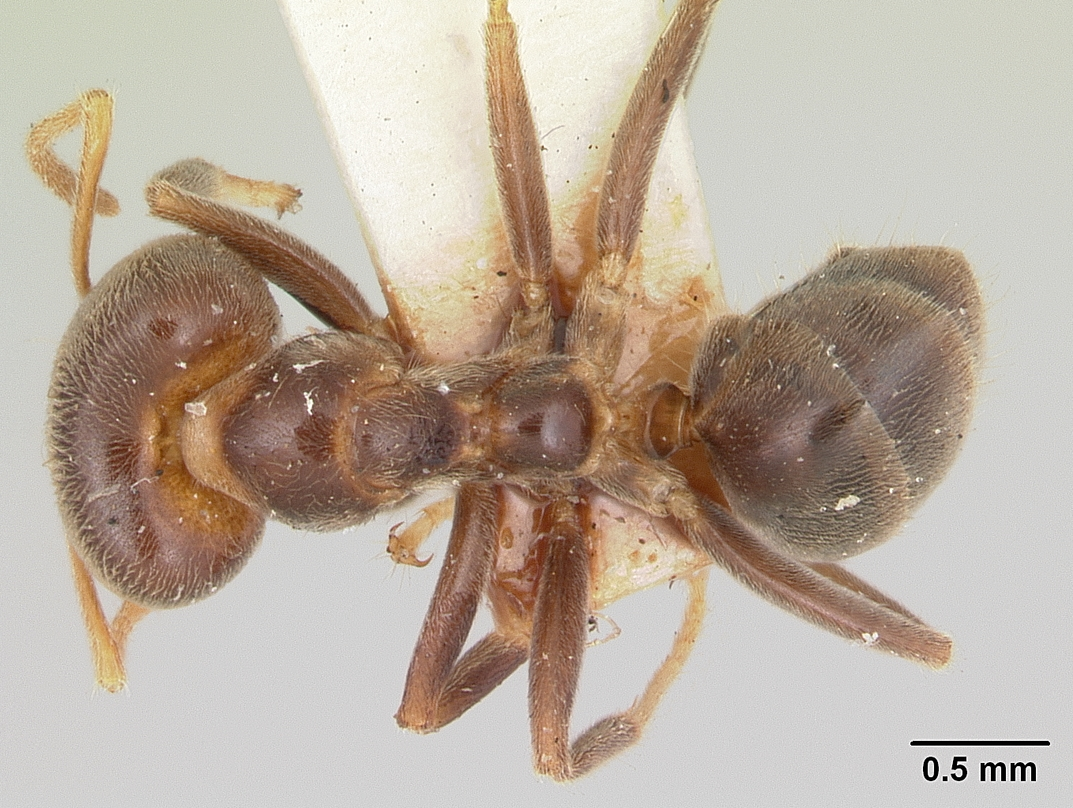
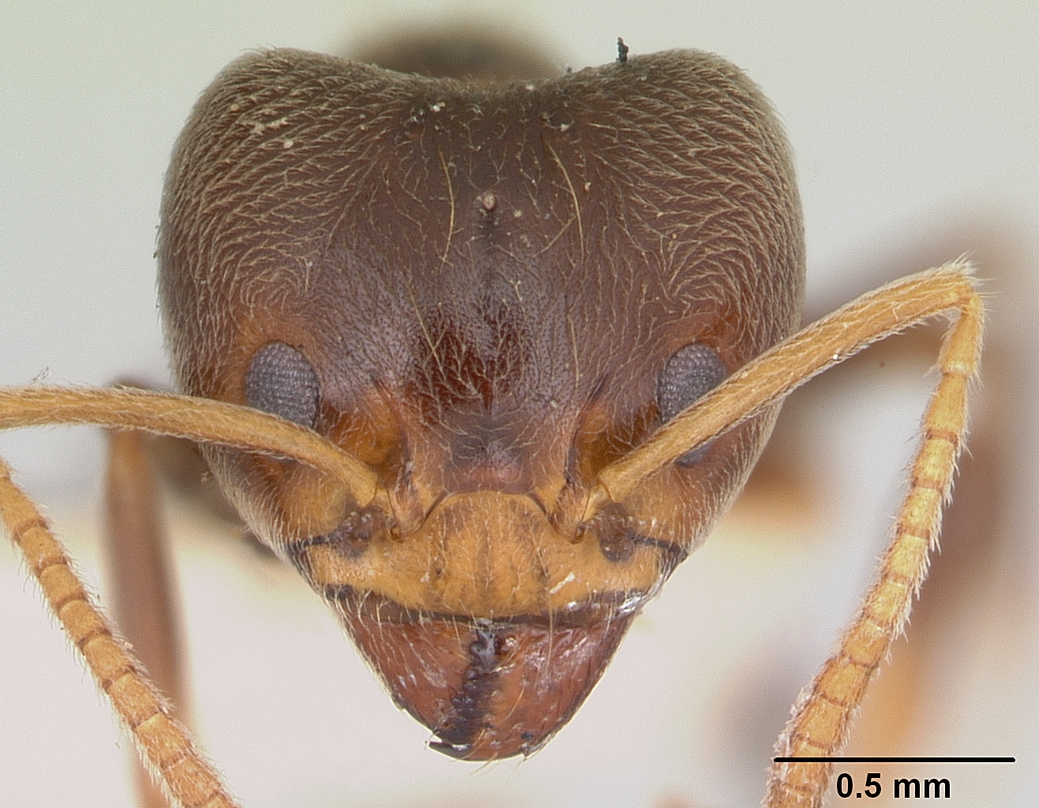
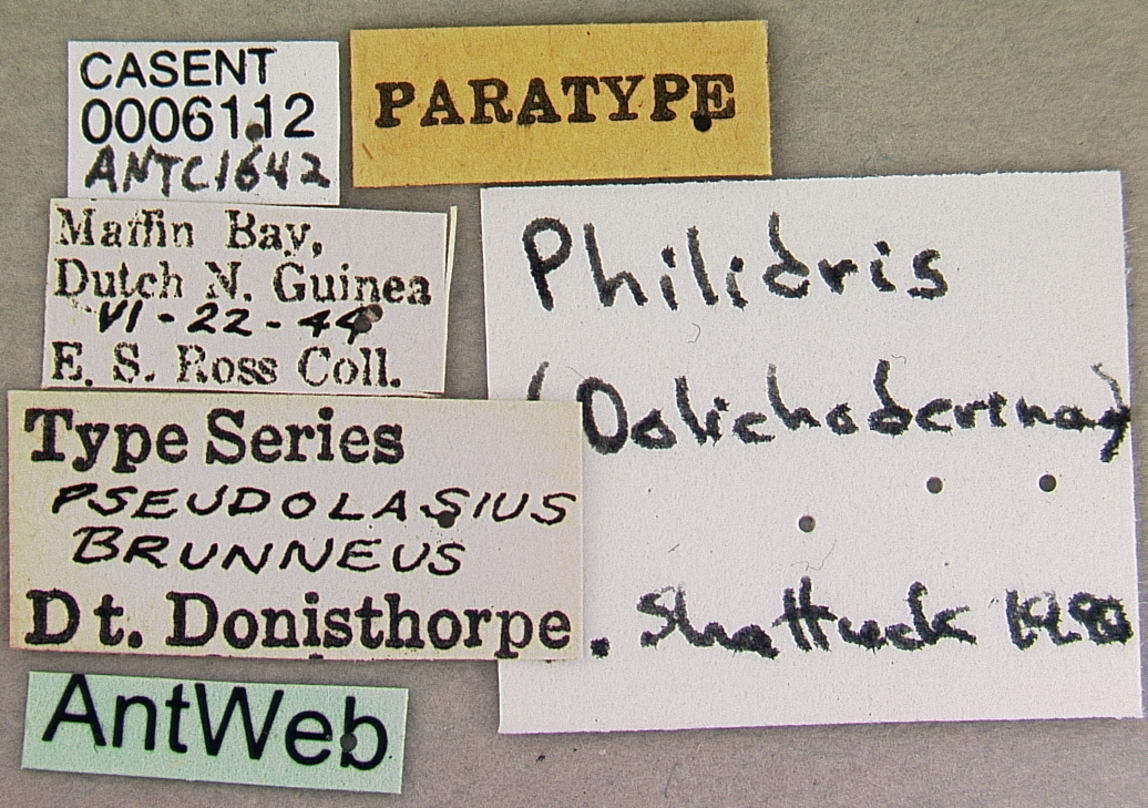
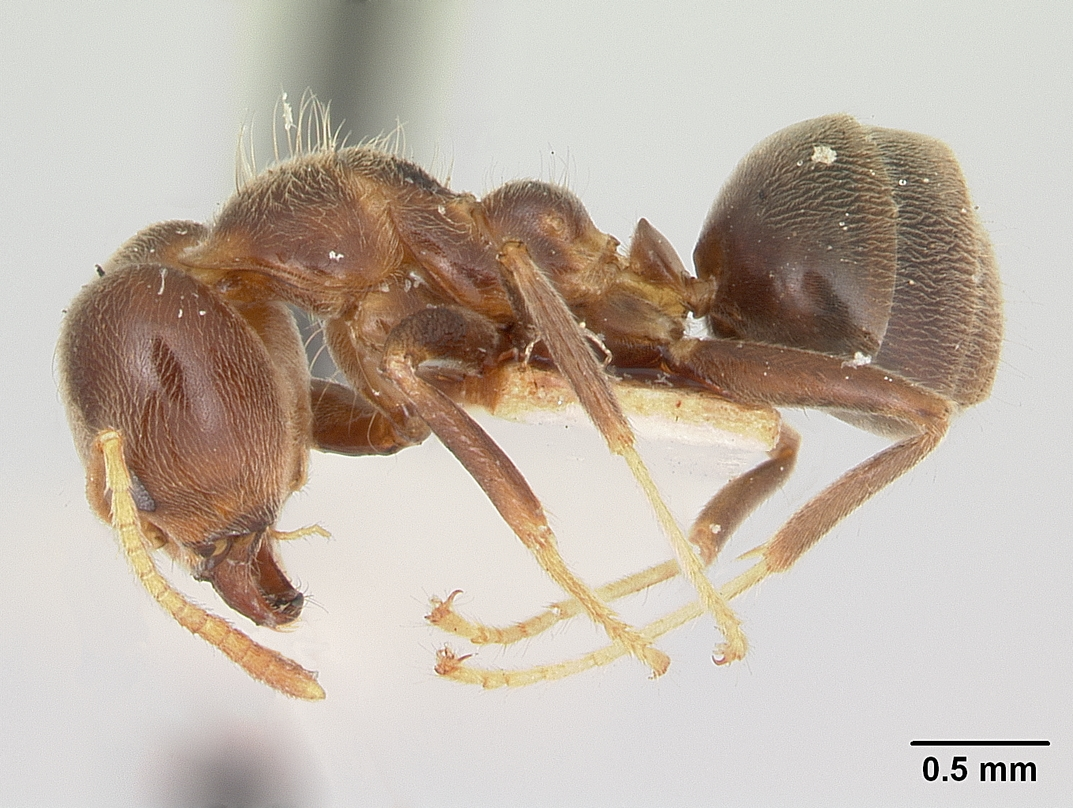